# Ван дер Плас, Свен
Свен ван дер Плас (нидерл. Sven van der Plas; род. 1 февраля 2006) — нидерландский футболист, защитник клуба «Йонг ПСВ».

## Клубная карьера
Свен начинал карьеру в детской команде «Квик Бойз», а в 2020 году присоединился к академии «ПСВ». 18 августа 2024 года он дебютировал во взрослом футболе за «Йонг ПСВ», выйдя на замену в матче Эрстедивизи против клуба «Йонг Утрехт». Всего в первом сезоне защитник провёл 8 игр и отметился 1 забитым голом в ворота «Ден Хаага» 16 сентября.

## Карьера в сборной
Свен представляет Нидерланды на юношеском уровне. В 2023 году он провёл 1 игру за юношескую сборную Нидерландов (до 17 лет). В 2025 году защитник начал выступления за юношескую сборную Нидерландов (до 19 лет) и в её составе принял участие на юношеском чемпионате Европы. На этом турнире защитник провёл 3 матча группового этапа, а его команда в итоге стала чемпионом Европы.

## Достижения
Сборная Нидерландов (до 19 лет)
- Чемпион Европы (до 19 лет) (1): 2025